# Foro de César

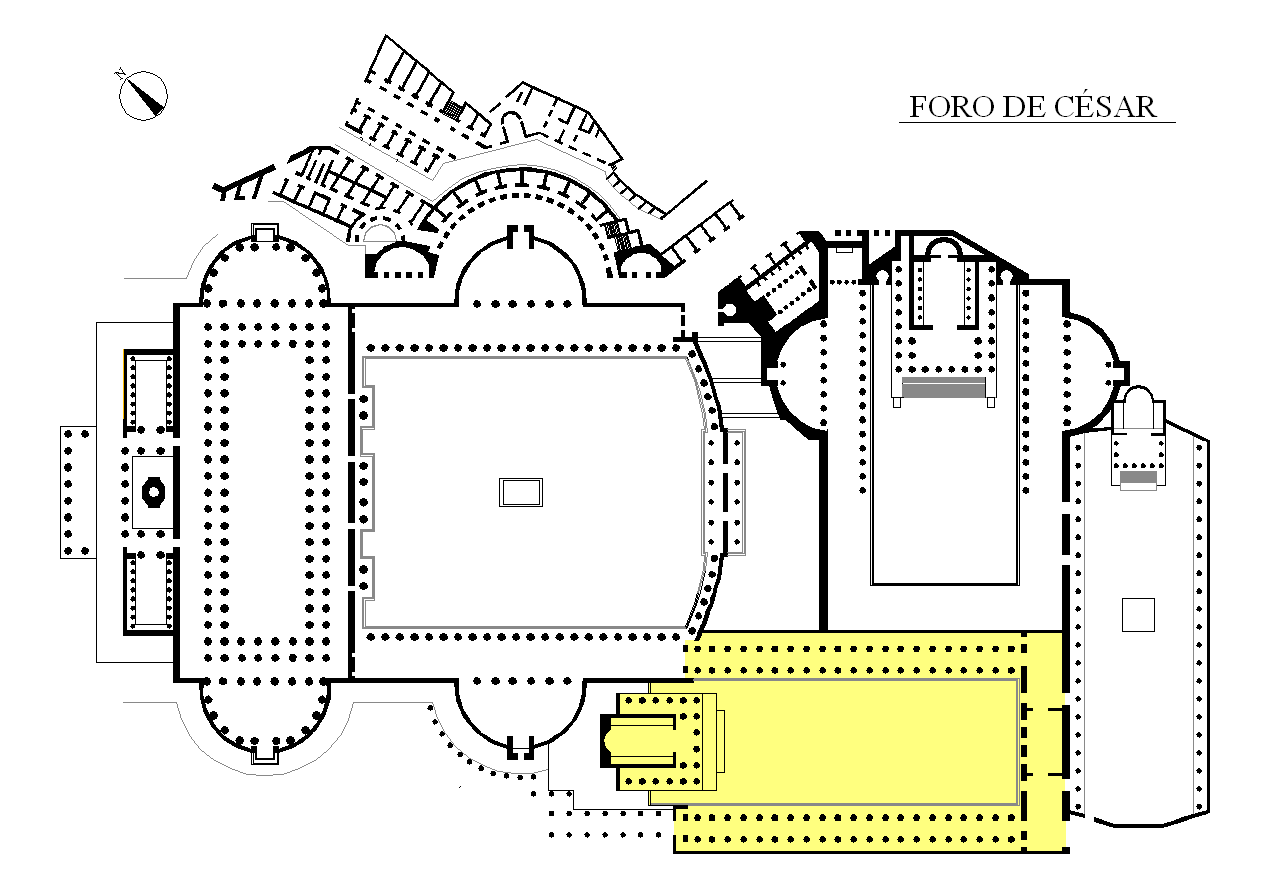
Ubicación del Foro de César en los foros imperiales.

El foro de César (en latín, Forum Iulium) es un foro que forma parte de los denominados Foros imperiales situados en la ciudad de Roma, siendo el primer foro de este complejo en ser edificado. 
La construcción se inició en 54 a. C., fue inaugurado en 46 a. C. por Julio César, si bien en 29 a. C. Augusto lo reinauguró tras completar ciertos detalles. Sufrió algunas remodelaciones en época de Trajano y también tras el incendio del año 283 d. C.. Fue construido como una ampliación del Foro Romano, ya que, a causa del aumento de la población, aquel resultaba insuficiente para desarrollar sus funciones de centro monumental y administrativo.

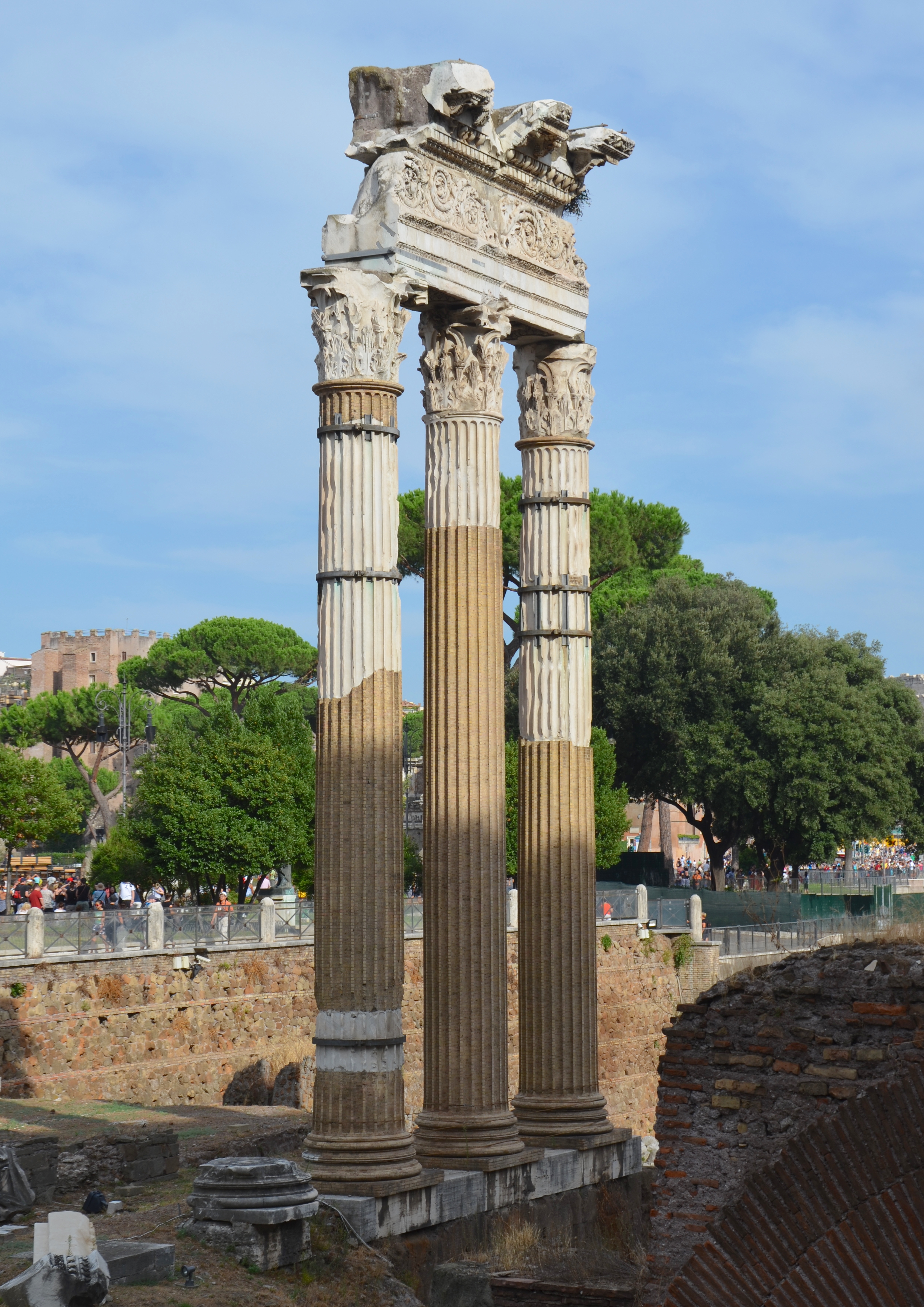
El foro de Cesar y el Templo de Venus Genetrix.

El foro poseía una plaza alargada, cuyas dimensiones eran de 124 x 45 metros que contaba con un pórtico de doble nave, de 16 metros de anchura, en cada uno de sus lados mayores. Respecto al pórtico, las columnas y los escalones que en la actualidad se observan, son una restauración de 1934. Tras los pórticos se abrían locales comerciales de dos pisos. 
En el centro de la plaza se alzaba la estatua ecuestre de César, ante el templo de su divina antepasada, Venus Genetrix. La estatua de la diosa, instalada en el ábside del templo, era obra de Arcesilas cuyos bocetos alcanzaban según Plinio el Viejo precios astronómicos. 
El templo de Venus Genetrix (diosa tutelar de la gens Julia), se localizaba en una posición dominante dentro del foro. Según la tradición, el templo fue prometido por Julio César la noche antes de la Batalla de Farsalia, en 48 a. C., durante su guerra civil con Pompeyo. En la época de Trajano 113 d. C., tras las tareas de nivelación necesarias para construir su Foro, el templo de Venus Genetrix se reconstruyó por completo. El templo tenía un diseño muy similar al de Cástor y Pólux en el Foro romano, con ocho columnas en los lados y en el frente. En los años 30 se reconstruyeron tres columnas corintias con un fragmento del entablamento. Según la tradición, César concedió al templo diversas pinturas antiguas, colecciones de gemas talladas, y otros objetos.
Esta área arqueológica, junto con el foro de Trajano, abrió en noviembre de 2016, de día y sin barreras arquitectónicas, después de estar veinte años cerrada.